# Araneus gerais
Araneus gerais Levi, 1991 è un ragno appartenente alla famiglia Araneidae.

## Distribuzione
L'olotipo maschile è stato rinvenuto in una località del Brasile meridionale: nei pressi di Monte Santo, nello stato di Minas Gerais.

## Tassonomia
Non sono stati esaminati esemplari di questa specie dal 1991
Attualmente, a dicembre 2013, non sono note sottospecie